# Ferruccio Lamborghini
Ferruccio Elio Arturo Lamborghini (28. april 1916 i Renazzo – 20. februar 1993 i Perugia) var en italiensk bilfabrikant og manden bag Lamborghini-mærket. Ferruccio Lamborghini startede med at producere og handle med traktorer.
Han startede først med at producere biler da han havde købt en Ferrari 250 GT, men var utilfreds med kvaliteten. Han tog til Modena for at snakke med Enzo Ferrari om problemet. Denne afviste Lamborghini, som derefter besluttede at gøre det bedre.